# Théodora Comnène (épouse de Baudouin III de Jérusalem)
Pour l’article homonyme, voir Théodora Comnène.
Théodora Comnène (née vers 1145 et morte après 1185) est fille d'Isaac Comnène, sébastocrate, et de Theodora Kamaterina et nièce de Manuel Ier Comnène, empereur byzantin. Elle fut reine de Jérusalem par son mariage avec Baudouin III.

## Biographie
Le roi Baudouin III de Jérusalem prend possession du royaume de Jérusalem, mais ne réussit pas à empêcher l'unification de la Syrie musulmane par Nur ad-Din, atabeg d'Alep, qui s'est rendu maître de Damas en 1154. Il n'est pas marié et la Haute Cour du royaume décide en 1157 qu'il doit épouser une princesse originaire de l'empire byzantin, l'état le plus puissant et le plus proche. Une alliance byzantine apporterait au royaume de Jérusalem des subsides et une aide militaire contre Nur ad-Din.
Attard, archevêque de Nazareth, Onfroy II de Toron, connétable du royaume, Joscelin Piscellus, et William de Barris sont envoyés à Byzance pour négocier le mariage du roi (Attard meurt au cours de cette mission). Les ambassadeurs séjournent à Byzance pendant une année entière, et c'est finalement Théodora qui est choisie comme femme pour Baudouin. Elle n'avait alors que douze à treize ans, mais était déjà renommée pour sa beauté. Sa dot se montait à cent mille hyperpères et Guillaume de Tyr estime que sa garde robe extravagante valait à elle seule quatorze mille hyperpères. Baudouin lui donne en douaire la ville de Saint-Jean-d'Acre, qu'elle doit recevoir dans le cas où Baudouin meurt sans enfant.
Les ambassadeurs arrivent à Jérusalem avec Théodora en septembre 1158. Aimery de Limoges, le patriarche d'Antioche, célèbre le mariage, car Amaury de Nesle, patriarche latin de Jérusalem, vient seulement d'être élu et n'est pas encore consacré. Baudouin, précédemment connu pour sa frivolité, devient un mari dévot et loyal. Mais le mariage ne dure pas, car Baudouin meurt sans enfant quelques années plus tard, le 10 janvier 1162, laissant Théodora veuve à l'âge de seize ans. Elle reçoit Saint-Jean-d'Acre, comme promis.
Quelques années plus tard, en 1166, un cousin de Théodora, le sébaste Andronic Comnène, visite le royaume et reçoit Beyrouth en fief d'Amaury Ier, frère et successeur de Baudouin III. Andronic, après avoir séduit Philippa d'Antioche, sœur de Bohémond III et de l'impératrice Marie d'Antioche, invite ensuite Théodora à Beyrouth et la séduit. Ses aventures suscitent la colère de l'empereur Manuel Comnène qui demande à Amaury de s'emparer d'Andronic et de lui crever les yeux. Mais les deux amants s'enfuient et se réfugient à Damas à la cour de Nur ad-Din, pendant qu'Amaury confisque Acre et Beyrouth. Ils voyagent ensuite en séjournant dans diverses cours musulmanes, à Bagdad, à Mardin chez les Ortoqides, et d'autres, mais n'y restent jamais longtemps, tant la crainte de Manuel Comnène incitait les émirs musulmans à envoyer le couple chez l'émir voisin. Finalement, Nicéphore Paléologue, thémarque de Trébizonde, réussit à capturer Théodora. Andronic finit par se soumettre et revient à Constantinople en 1180. Il devient stratège de Paphlagonie. En 1183, il renverse et assassine l'empereur Alexis II Comnène et épouse sa veuve, abandonnant Théodora. On ignore ce qu'elle est ensuite devenue.
D'Andronic Comnène, elle a eu deux enfants :
- Eudoxie, mariée à Alexis Comnène, sébastocrate et fils illégitime de Manuel Ier.
- Alexis (1170 † )